# Ravello (Parabiago)
Ravello is een plaats (frazione) in de Italiaanse gemeente Parabiago.